# Царегородцев, Геннадий Иванович
Геннадий Иванович Царегородцев (род. 26 декабря 1931 года) — советский учёный и педагог в области философии и социологии медицины, доктор философских наук (1964), профессор (1965).
Лауреат Премии имени Н. А. Семашко АМН СССР (1974).

## Биография
Родился 26 декабря 1931 года в деревне Вершинята, Марийской АССР.
С 1946 по 1951 год обучался на историко-философском факультете Марийского государственного педагогического института имени Н. К. Крупской. С 1951 по 1954 год проходил обучение в аспирантуре Московского государственного педагогического института имени В. И. Ленина.
С 1954 по 1960 год на педагогической работе во Втором Московском государственном медицинском институте в должностях ассистента, старшего преподавателя и доцента, с 1958 по 1960 год — исполняющий обязанности заведующего кафедрой философии этого института. С 1960 года на научно-исследовательской работе в АМН СССР (с 1991 года — РАМН), с 1962 года —
заведующий кафедрой философии этой академии.

### Научно-педагогическая и общественно-профсоюзная деятельность
Основная научно-педагогическая деятельность Г. И. Царегородцева была связана с вопросами в области философии и социологии медицины, проблемам критике зарубежных реакционных теорий здравоохранения и медицины и медицинской этики.
Г. И. Царегородцев являлся участником разработки этико-деонтологических и социально-философских проблем советской и российской медицины.
Г. И. Царегородцев являлся — председателем Советского национального комитета Международной медицинской ассоциации по изучению условий жизни и здоровья (International Medical Association for the Study of Living Conditions and Health, IMASLCH), председателем Комиссии по охране здоровья и социальному страхованию трудящихся и членом Президиума ВЦСПС и председателем Секции «Социология медицины» Советской социологической ассоциации (ССА).
В 1954 году защитил кандидатскую диссертацию по теме: «Категории сущности и явления», в 1964 году защитил диссертацию на соискание учёной степени доктор философских наук по теме: «Диалектический материализм и медицина», в 1965 году ему было присвоено учёное звание профессор. Под руководством Г. И. Царегородцева было написано около трёхсот научных трудов, в том числе и монографий. В 1974 году за свой труд «Общество и здоровье человека» Г. И. Царегородцев был удостоен Премии имени Н. А. Семашко АМН СССР. Г. И. Царегородцев являлся редактором редакционного отдела «Философские вопросы биологии и медицины» Большой медицинской энциклопедии.